# Lijst van rijksmonumenten in Den Haag/Laan van Meerdervoort
Een overzicht van de 21 rijksmonumenten in de stad Den Haag gelegen aan de Laan van Meerdervoort.
| Object | Oorspronkelijke functie?  | Bouwjaar       | Architect                 | Locatie                      | Coördinaten?                 | Nr.?   | Afbeelding                           |
| --- | ------------------------- | -------------- | ------------------------- | ---------------------------- | ---------------------------- | ------ | ------------------------------------ |
| Merkwaardig en goed voorbeeld van woonhuisbouw in art-nouveaustijl                                                                            | Woonhuis                  | begin 20e eeuw |                           | Laan van Meerdervoort 213    | 52° 4' 49" NB, 4° 16' 51" OL | 17653  | Meer afbeeldingen                    |
| Buitengewoon rijke architectuur in art-nouveaustijl, nog vrijwel volledig intact                                                              | Woonhuis                  | 1903           | L.A.H. de Wolf            | Laan van Meerdervoort 215    | 52° 4' 49" NB, 4° 16' 51" OL | 17654  | Meer afbeeldingen                    |
| Merkwaardig en goed voorbeeld van woonhuisbouw in art-nouveaustijl                                                                            | Woonhuis                  | begin 20e eeuw |                           | Laan van Meerdervoort 217    | 52° 4' 48" NB, 4° 16' 51" OL | 17655  | Meer afbeeldingen                    |
| Merkwaardig en goed voorbeeld van woonhuisbouw in art-nouveaustijl                                                                            | Woonhuis                  | begin 20e eeuw |                           | Laan van Meerdervoort 219    | 52° 4' 48" NB, 4° 16' 50" OL | 17656  | Meer afbeeldingen                    |
| Merkwaardig en goed voorbeeld van woonhuisbouw in art-nouveaustijl                                                                            | Woonhuis                  | begin 20e eeuw |                           | Laan van Meerdervoort 221    | 52° 4' 48" NB, 4° 16' 50" OL | 17657  | Meer afbeeldingen                    |
| Merkwaardig en goed voorbeeld van woonhuisbouw in art-nouveaustijl                                                                            | Woonhuis                  | begin 20e eeuw |                           | Laan van Meerdervoort 223    | 52° 4' 48" NB, 4° 16' 50" OL | 17658  | Meer afbeeldingen                    |
| Merkwaardig en goed voorbeeld van woonhuisbouw in art-nouveaustijl                                                                            | Woonhuis                  | begin 20e eeuw |                           | Laan van Meerdervoort 225    | 52° 4' 48" NB, 4° 16' 49" OL | 17659  | Meer afbeeldingen                    |
| Merkwaardig en goed voorbeeld van woonhuisbouw in art-nouveaustijl                                                                            | Woonhuis                  | begin 20e eeuw |                           | Laan van Meerdervoort 227    | 52° 4' 48" NB, 4° 16' 49" OL | 17660  | Meer afbeeldingen                    |
| Merkwaardig en goed voorbeeld van woonhuisbouw in art-nouveaustijl                                                                            | Woonhuis                  | begin 20e eeuw |                           | Laan van Meerdervoort 229    | 52° 4' 48" NB, 4° 16' 49" OL | 17661  | Meer afbeeldingen                    |
| Merkwaardig en goed voorbeeld van woonhuisbouw in art-nouveaustijl                                                                            | Woonhuis                  | begin 20e eeuw |                           | Laan van Meerdervoort 231    | 52° 4' 48" NB, 4° 16' 48" OL | 17662  | Meer afbeeldingen                    |
| Merkwaardig en goed voorbeeld van woonhuisbouw in art-nouveaustijl                                                                            | Woonhuis                  | begin 20e eeuw |                           | Laan van Meerdervoort 233    | 52° 4' 47" NB, 4° 16' 48" OL | 17663  | Meer afbeeldingen                    |
| Merkwaardig en goed voorbeeld van woonhuisbouw in art-nouveaustijl                                                                            | Woonhuis                  | begin 20e eeuw |                           | Laan van Meerdervoort 235    | 52° 4' 47" NB, 4° 16' 48" OL | 17664  | Meer afbeeldingen                    |
| Herenhuis | Woonhuis                  | begin 20e eeuw |                           | Laan van Meerdervoort 237    | 52° 4' 47" NB, 4° 16' 48" OL | 17665  | Herenhuis                            |
| Bouwblok op complexe plattegrond bestaande uit vier casco's met van oorsprong zes woningen in overgangsarchitectuur met art-nouveaudecoraties | Woonhuis                  | 1902           | J. Olthuis                | Laan van Meerdervoort 164    | 52° 4' 55" NB, 4° 17' 18" OL | 452784 | Meer afbeeldingen                    |
| Flatgebouw Oldenhove | Appartementengebouw       | 1928-1932      | F.A. Warners              | Laan van Meerdervoort 50D/52 | 52° 5' 7" NB, 4° 17' 47" OL  | 452789 | Flatgebouw Oldenhove                 |
| Gymnasium Haganum | Onderwijs en wetenschap   | 1905-1907      | J.A.W. Vrijman            | Laan van Meerdervoort 57     | 52° 5' 2" NB, 4° 17' 29" OL  | 459799 | Meer afbeeldingen                    |
| Conciërgewoning | Dienstwoning              | 1905-1907      | J.A.W. Vrijman            | Laan van Meerdervoort 57A    | 52° 5' 1" NB, 4° 17' 29" OL  | 459800 | Conciërgewoning                      |
| Poortgebouw | Onderwijs en wetenschap   | 1905-1907      | J.A.W. Vrijman            | Laan van Meerdervoort 57     | 52° 5' 2" NB, 4° 17' 29" OL  | 459801 | Poortgebouw                          |
| Museum Mesdag | Welzijn, kunst en cultuur | 1886-1887      | H. van Jaarsveld          | Laan van Meerdervoort 7F     | 52° 5' 10" NB, 4° 17' 52" OL | 477398 | Meer afbeeldingen                    |
| Rechterdeel van een dubbel herenhuis | Woonhuis                  | 1869-1870      | S. de Clerq (rechterdeel) | Laan van Meerdervoort 9      | 52° 5' 9" NB, 4° 17' 51" OL  | 477399 | Rechterdeel van een dubbel herenhuis |
| Linkerdeel van een dubbel herenhuis | Woonhuis                  | 1869-1870      | S. de Clerq (linkerdeel)  | Laan van Meerdervoort 11     | 52° 5' 9" NB, 4° 17' 51" OL  | 477400 | Linkerdeel van een dubbel herenhuis  |